# Gia Ninh
Gia Ninh là một xã thuộc huyện Quảng Ninh, tỉnh Quảng Bình, Việt Nam.

## Địa lý
Xã Gia Ninh nằm ở phía nam huyện Quảng Ninh, có vị trí địa lý:
- Phía đông giáp xã Hải Ninh
- Phía tây giáp các xã Vạn Ninh, An Ninh, Tân Ninh, Duy Ninh
- Phía nam giáp huyện Lệ Thủy
- Phía bắc giáp xã Võ Ninh.

Xã Gia Ninh có diện tích 28,55 km², dân số năm 2019 là 7.145 người, mật độ dân số đạt 250 người/km².

## Hành chính
Xã Gia Ninh được chia thành 7 thôn: Dinh Mười, Tiền Vinh, Phú Lộc, Bắc Ngũ, Trường An, Bình An, Đắc Thắng.

## Kinh tế
Kinh tế chủ yếu là nông nghiệp, tiểu thủ công nghiệp. 